# Stomphastis polygoni
Stomphastis polygoni là một loài bướm đêm thuộc họ Gracillariidae. Nó được tìm thấy ở Trung Quốc (Hồng Kông, Vân Nam, Hải Nam và Quảng Đông) và Zimbabwe.
Ấu trùng ăn Polygonum setosulum. Chúng ăn lá nơi chúng làm tổ.